# Бомбейська кішка
Бомбейська, Бомбей (англ. Bombey, ВОМ)  — порода кішок, що ще називають мініпантерою.

## Історія
Це порівняно молода порода кішок, що була виведена в результаті схрещування бірманських короткошерстих кішок соболиного забарвлення з американськими короткошерстими чорного кольору. Робота велася протягом 20 років. У результаті в 1976 році порода була зареєстрована в CFA. Поширена переважно в Північній Америці.

## Розмноження
Кошенята цієї породи швидко розвиваються й дорослішають.

## Особливості хутра
Бомбей потребує частого миття для підтримки хутра у сяючому чистому стані. Линяє він у віці 1 року. При цьому коричнювате пухове хутро повинне бути вичесане щіткою. Через якийсь час тварина обростає новим хутром.

## Характер
Бомбейські кішки активні, рухливі, грайливі, темпераментні. Люблять товариство людей, хоча й не завжди ладять із дітьми. Насторожено ставляться до сторонніх, тікають і ховаються в їхній присутності. Мають гарний апетит.

## Зовнішній вигляд
Бомбей — це абсолютно антрацитно-чорна кішка із золотими або мідними очима. Має середні розміри. Тіло струнке, з добре вираженою мускулатурою. Груди широкі. Кінцівки середньої довжини, тонкі, з невеликими округлими лапами. Хвіст середньої довжини, прямий, трохи звужується до кінця. Самці більші, ніж самки.
Голова кругла, без виступів або кутів. Лоб круглий. Підборіддя міцне, добре розвинене. Щоки виражені. Вуха середнього розміру, насторожені, широко посаджені, трохи нахилені вперед. Ніс короткий, широкий, з вираженим стопом, але не повинен виглядати кирпатим. Очі округлі, косо й далеко одне від одного посаджені, яскраві й блискучі, кольору апельсина, яскраво золотаві або мідного кольору.
Хутро надзвичайно коротке, прилягає до тіла, блискуче, справляє враження лакованої шкіри. Оцінка кішки на виставці на 55 % залежить від кольору і якості хутра.

### Забарвлення
Забарвлення однотонне чорне від кінчиків до корінців волосся, без білих волосків і плям. Мочка, подушечки лап чорного кольору.

## Світлини

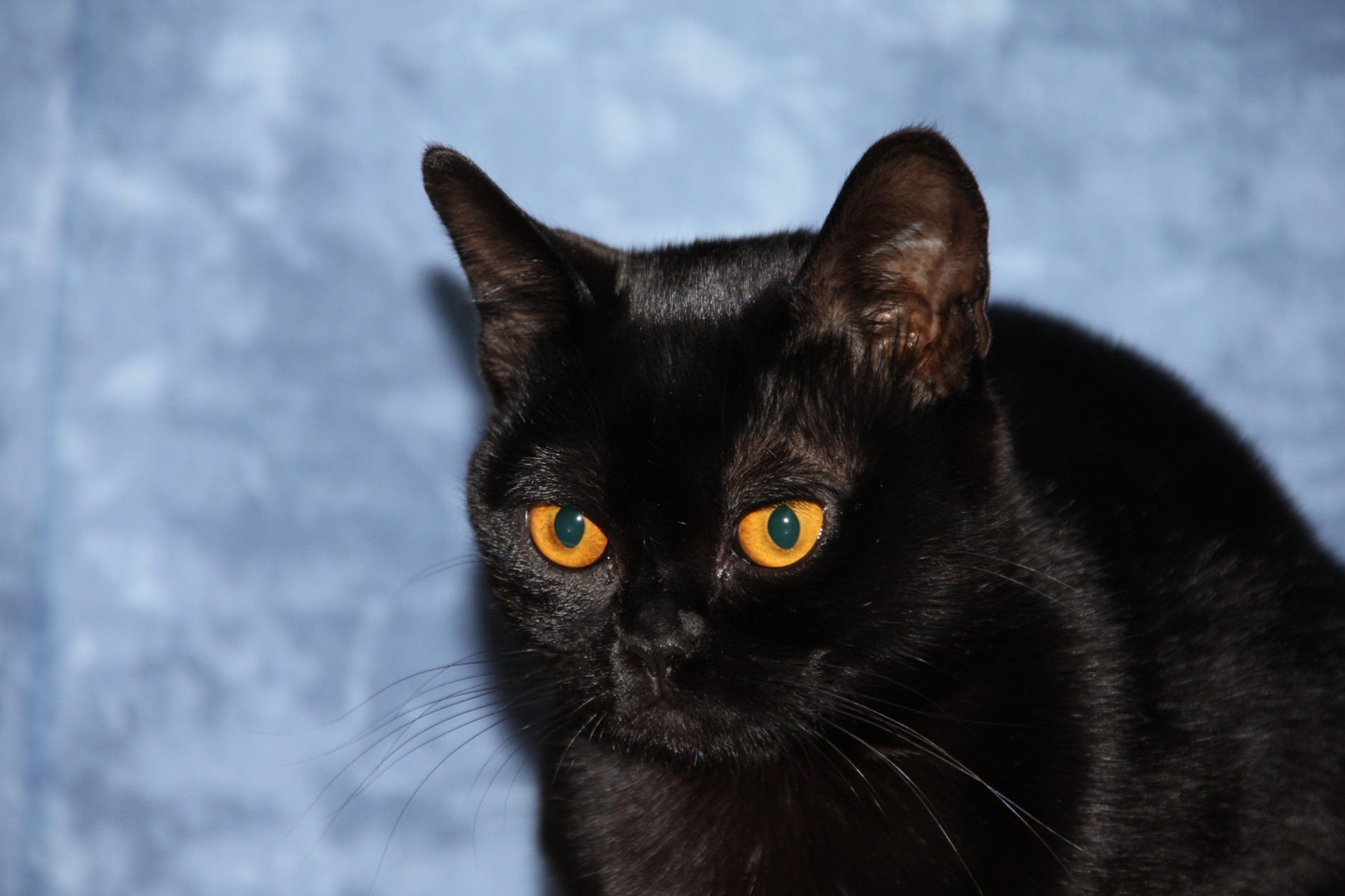
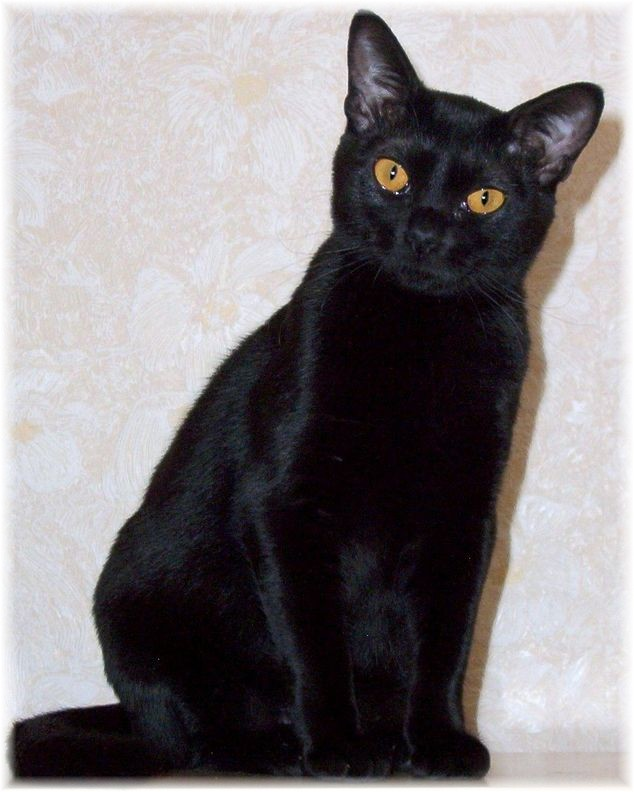
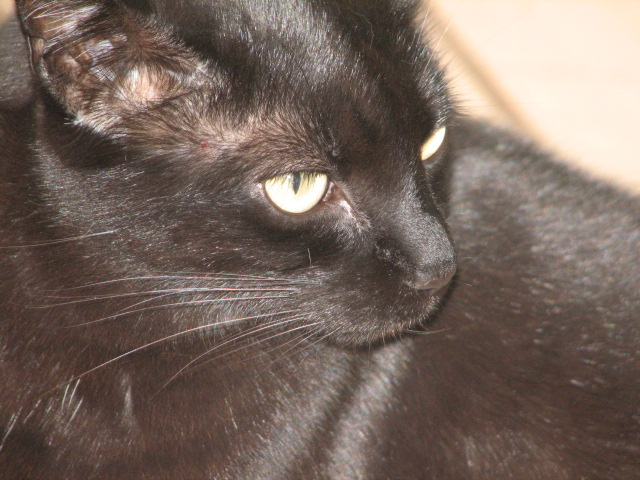
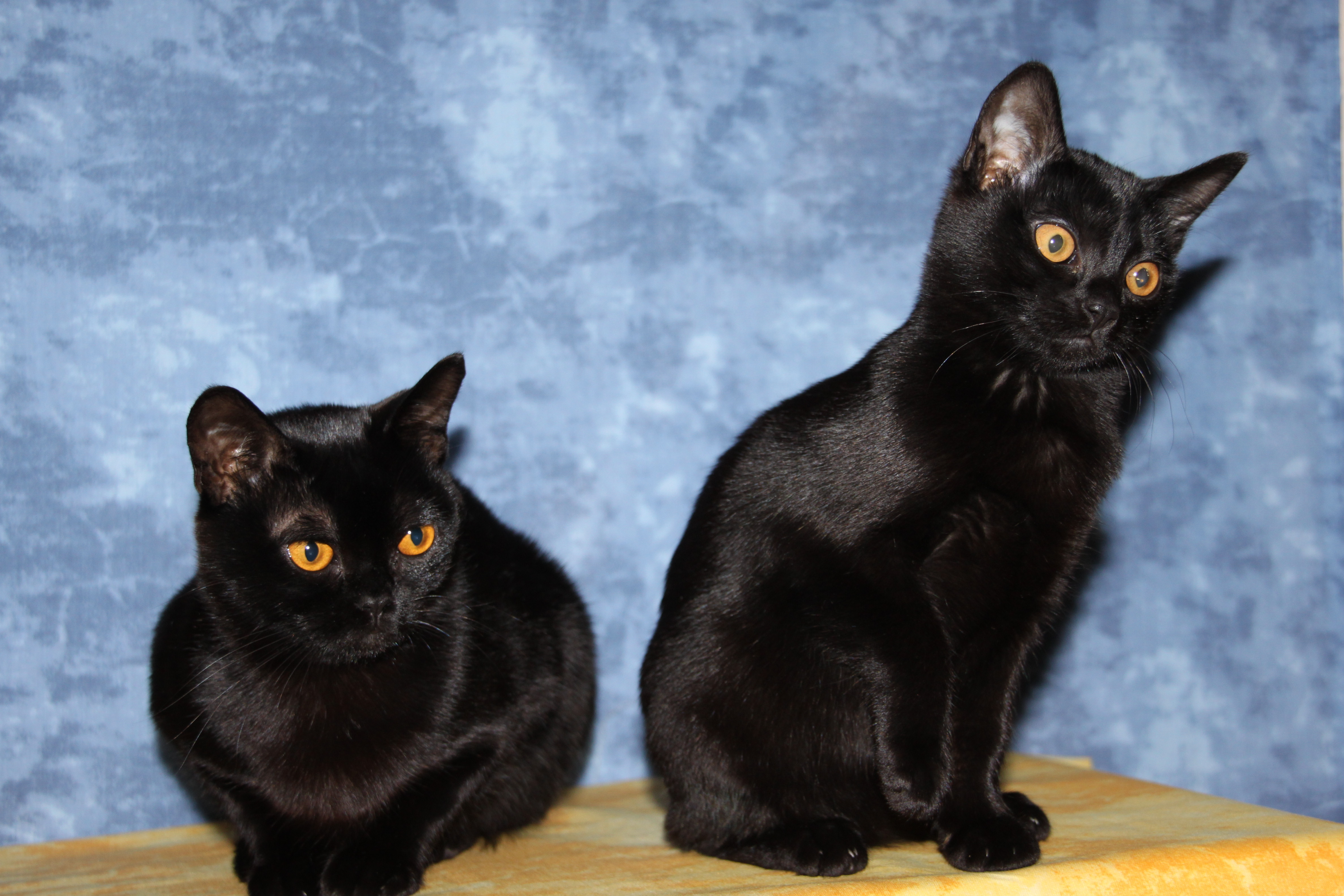
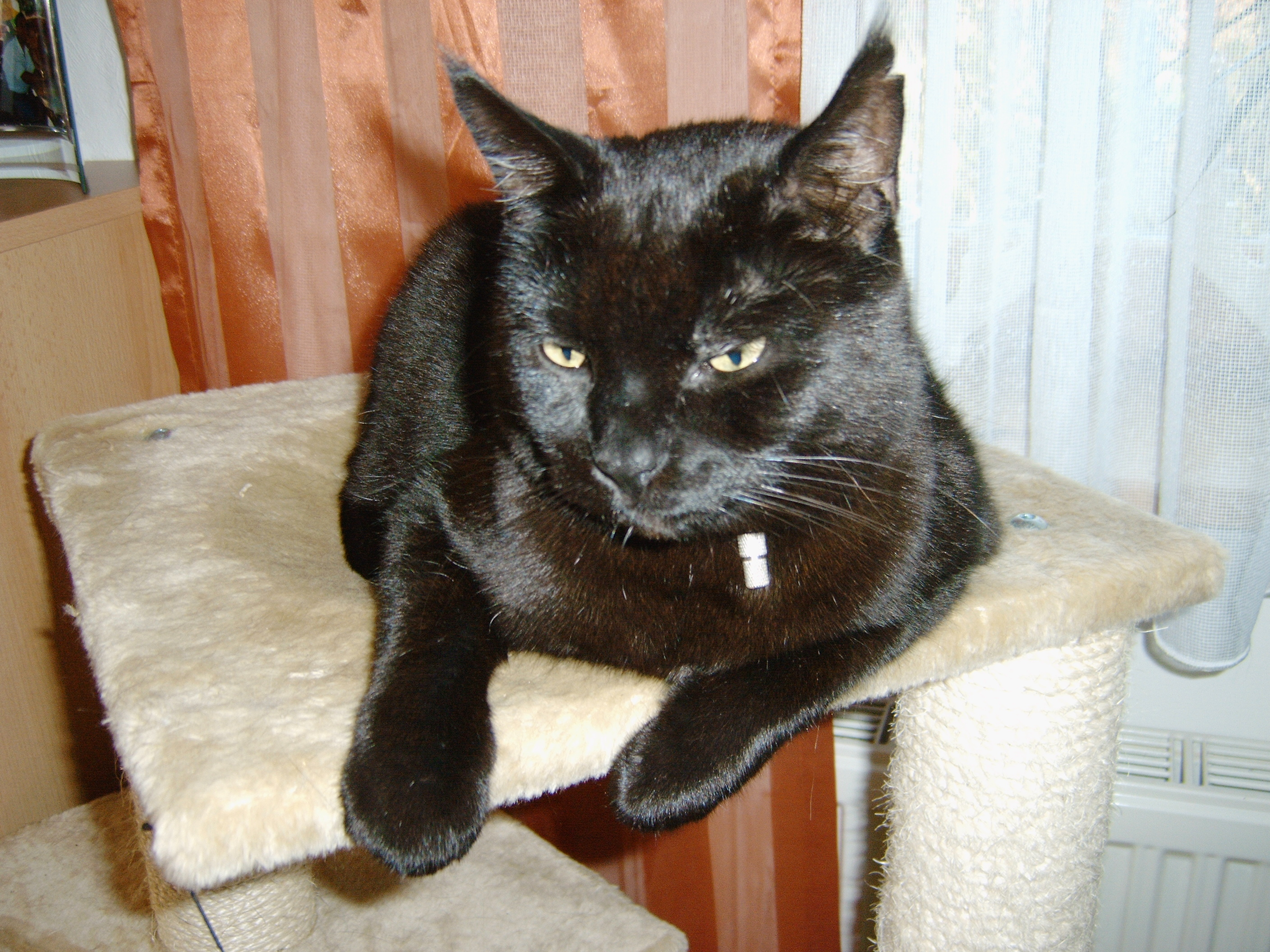
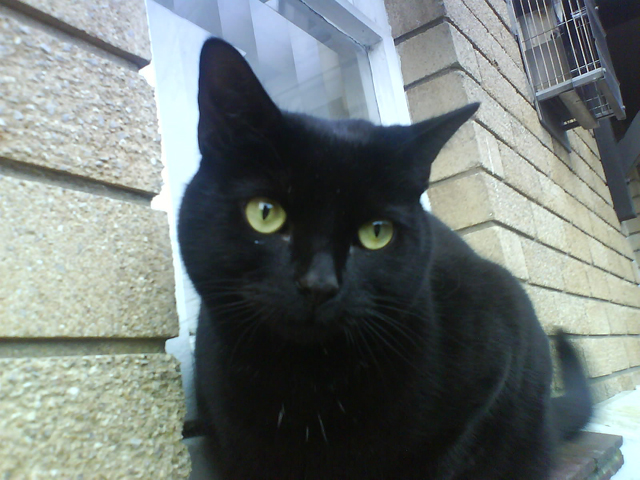
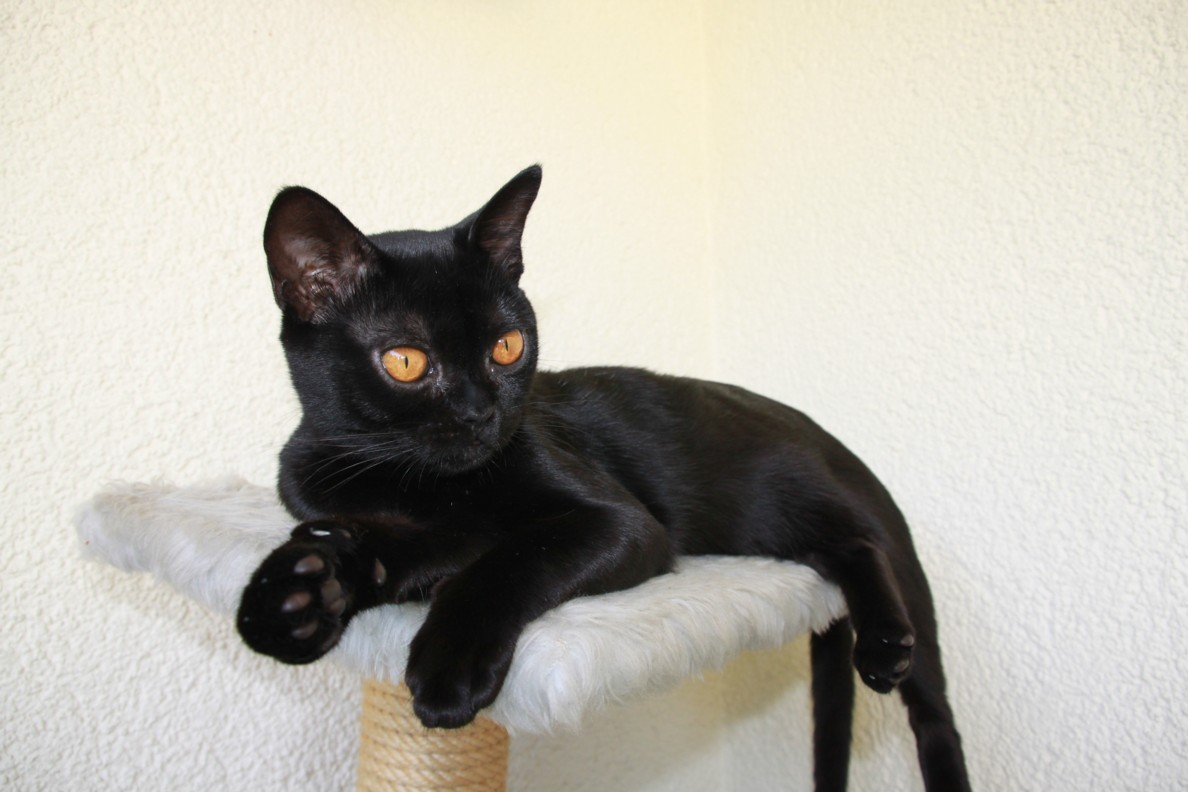